# Dr. Hfuhruhurrs dilemma
Dr Hfuhruhurrs dilemma (engelska: The Man With Two Brains) är en amerikansk komedifilm från 1983 i regi av Carl Reiner, med Steve Martin i huvudrollen som hjärnkirurgen Michael Hfuhruhurr. Filmen hade svensk premiär den 27 januari 1984.

## Rollista i urval
- Steve Martin - Dr. Michael Hfuhruhurr
- Kathleen Turner - Dolores Benedict
- David Warner - Dr. Alfred Necessiter
- Paul Benedict - Dr. Necessiters butler
- George Furth - Timon
- Peter Hobbs - Dr. Brandon
- Earl Boen - Dr. Felix Conrad
- Randi Brooks - Fran
- James Cromwell - fastighetsmäklare
- Francis X. McCarthy - Olsen
- Estelle Reiner - turist i hiss
- Merv Griffin - sig själv
- Jeffrey Combs - Dr. Jones
- Sissy Spacek - Anne Uumellmahayes röst (ej krediterad)